# Casimir Lefaucheux
Pour les articles homonymes, voir Lefaucheux.
Casimir Lefaucheux est un armurier français né le 26 janvier 1802 à Bonnétable et mort le 9 août 1852 à Paris.

## Biographie
Après un apprentissage très réussi, il devient le meilleur ouvrier chez Jean Samuel Pauly.
Après le départ de Pauly pour Londres, Casimir collabore avec Roux et Pichereau pour devenir en 1827 propriétaire de l’armurerie située au 4 rue des Trois-Frères à Paris.
Casimir se marie le 30 octobre 1827 à Paris avec Françoise Constance Faivre, née le 2 septembre 1810.
L’acquisition de la Maison Pauly en 1827 comporte aussi les droits d’exploitation des brevets de Pauly, Roux et Pichereau, ce qui donne à Casimir Lefaucheux toute liberté de déposer le 12 janvier 1828 son premier brevet, qui sera refusé pour manque de précisions. Ce n’est que le 10 mai 1828 que ce brevet est accepté (brevet 3590) après présentation des pièces manquantes, à savoir description et dessins. Ce brevet n’est que l’amélioration de ceux déposés par ses prédécesseurs. Le brevet et le mémoire descriptif déposé le 16 juin 1832 sera capital pour la réputation de Casimir Lefaucheux, car il donne la description du légendaire « fusil à brisure », brevet accepté le 28 janvier 1833 pour 10 ans.
L’autre grande invention de Casimir Lefaucheux est la cartouche à broche : il obtient  le 7 janvier 1835 un brevet pour ce nouveau type de munition, dans laquelle, pour la première fois, se trouvent réunis balle, poudre et amorçage (brevets 6348 et 6387).
En décembre 1835, il vend à M. Jubé le fonds de commerce de la rue de la Bourse, et les contrats de licence de fabrication des cartouches à M. Jules Gévelot pour 900 francs, puis revient dans la région de son enfance.
En 1845, Casimir Lefaucheux revient à l’arquebuserie en rachetant le fonds de commerce du 10 rue de la Bourse à M. Jubé.
En revenant, il commence à s’intéresser aux pistolets, poivrières et à la percussion centrale, car le 2 mai 1845 Casimir prend le brevet d’invention no 1371 concernant le chargement d’un pistolet par la culasse. Le système est très simple : il suffit de faire pivoter le canon pour pouvoir charger. Ce brevet sera suivi de nombreuses additions durant les 5 ans à venir. Les deux premiers additifs, du 7 février et 24 mai 1846, donnent naissance à la poivrière à broche.
Nouveau déménagement en 1850, au 37 rue Vivienne pour des bureaux et locaux plus spacieux et mieux situés dans le quartier.
En 1852, il espère toujours décrocher un marché avec l’armée, et pour ce faire dépose plusieurs brevets concernant des adaptations et améliorations des munitions. Il n’a pas le temps de conclure, car il s’éteint le 9 août 1852 au 37 rue Vivienne à 9 heures du soir.
La cérémonie religieuse aura lieu en la basilique Notre-Dame-des-Victoires le 11 août suivant à 12 heures.
Casimir Lefaucheux repose au cimetière de Montmartre à Paris, dans le caveau familial.
Après la mort de Casimir, c’est Françoise son épouse qui, d’abord seule et ensuite avec Eugène, son fils, et Laffiteau, son gendre, prend la suite des affaires.
En avril 1854, Eugène Lefaucheux prendra son indépendance vis-à-vis de sa mère en déposant son brevet pour le revolver M1854 (en) et crée dans la foulée sa propre entreprise sous le nom de : E. LEFAUCHEUX et &.

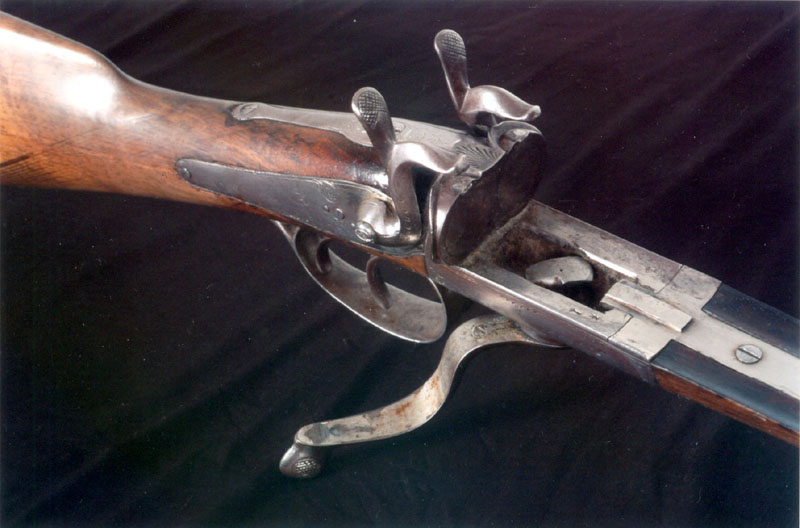
Culasse d'un fusil à canons basculants (1832).
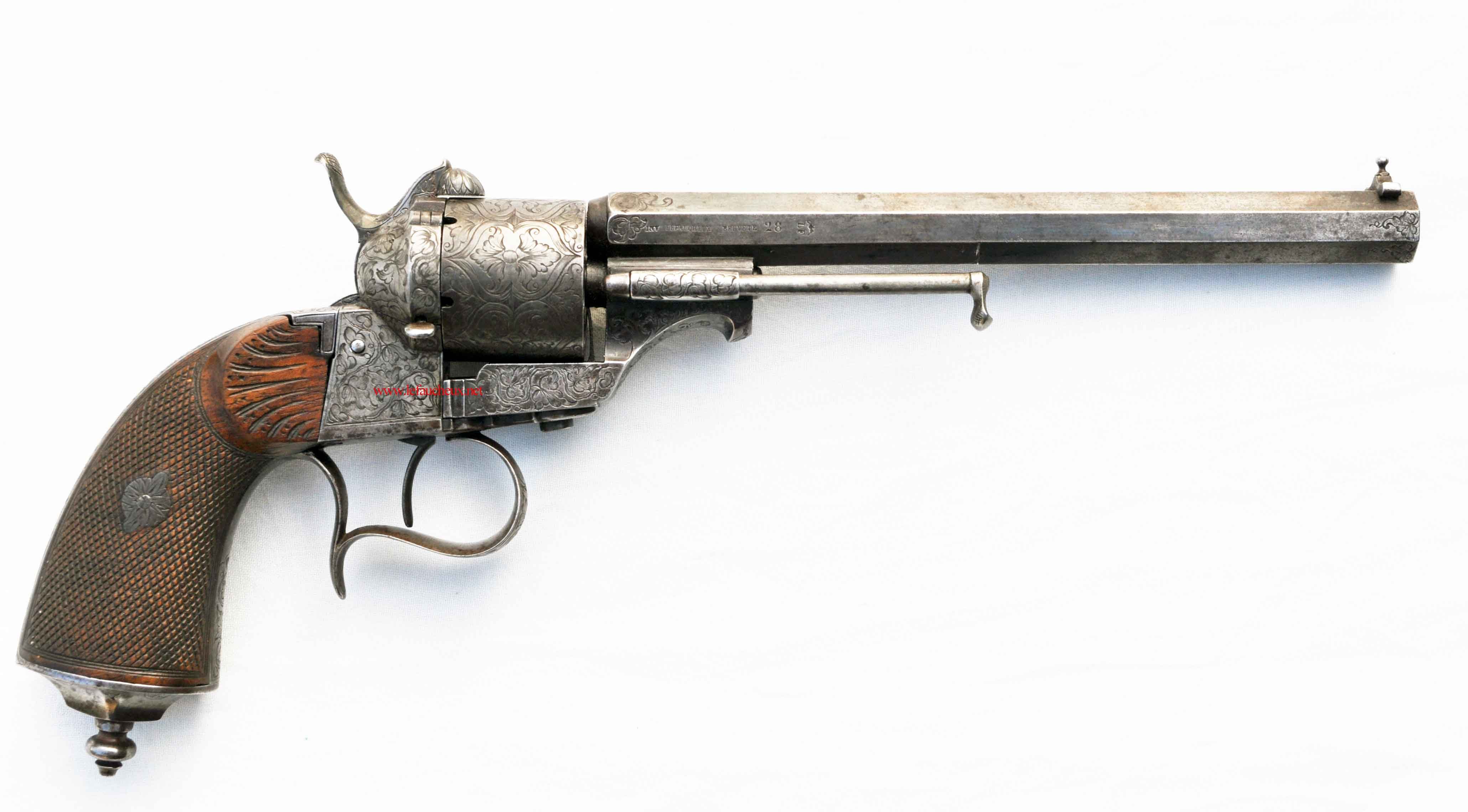
Revolver M1854 (simple action) calibre 9 mm, cartouche à broche.
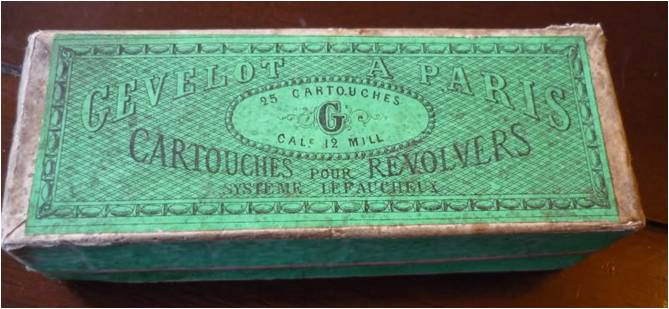
Cartouche à broche pour revolver (1854).
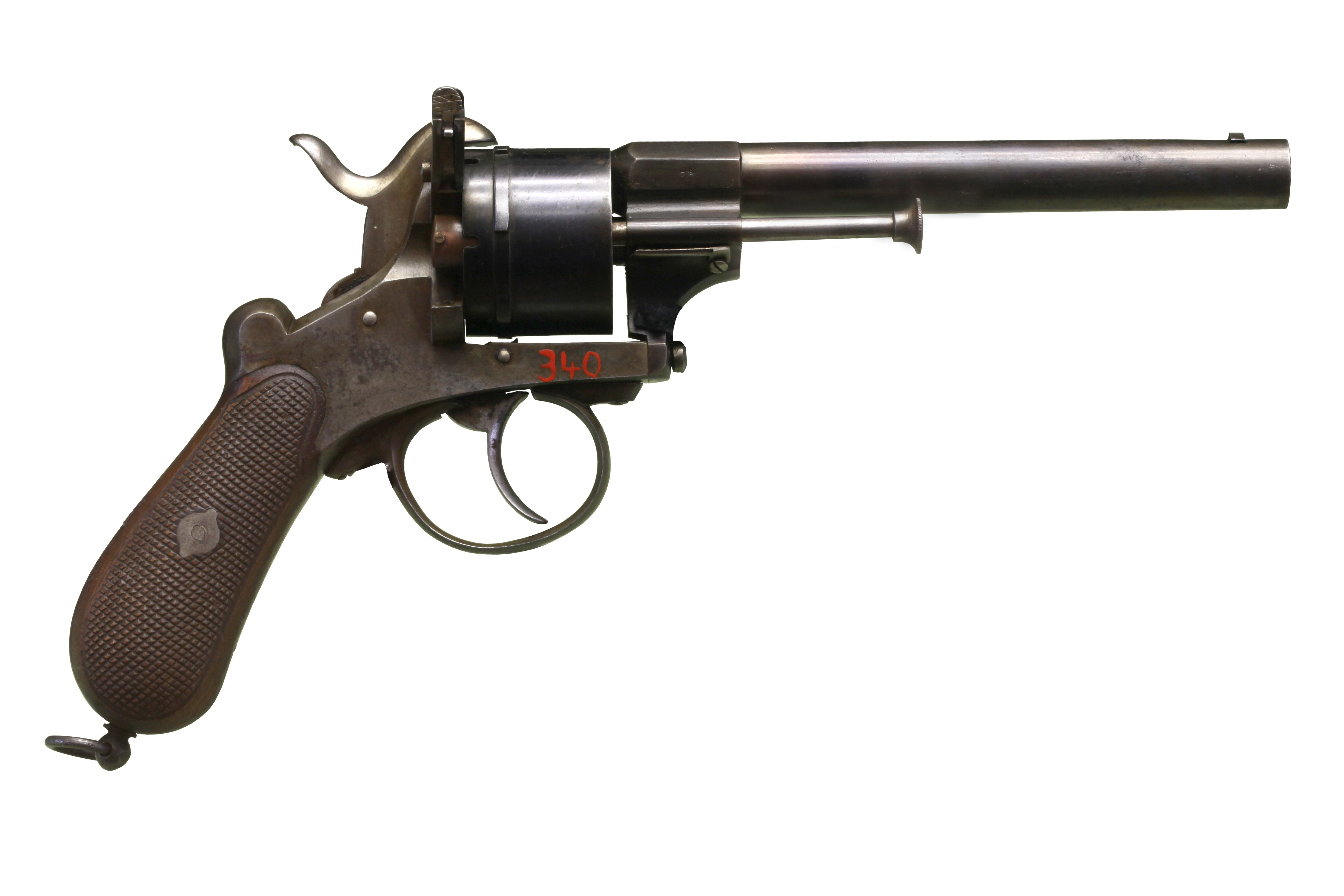
Revolver M1858 (double action) calibre 12 mm, cartouche à broche, vers 1860-1865.

### Sources
- Site des armes Lefaucheux
- Archives privées de la famille Lefaucheux.